# ラファエル・マルケス (ボクサー)
ラファエル・マルケス（Rafael Márquez、1975年3月25日 - ）は、メキシコのプロボクサー。メキシコシティ出身。元IBF世界バンタム級王者。元WBC世界スーパーバンタム級王者。世界2階級制覇王者。
ボクシング一家に育ち、兄は世界4階級制覇王者のファン・マヌエル・マルケス。兄と共に史上初の兄弟同時2階級制覇を成し遂げた。トレーナーはイグナシオ・ベリスタイン。

## 来歴
1995年9月14日にプロデビュー。元WBC世界バンタム級王者のビクトル・ラバナレス（メキシコ）と対戦、8回KO負けを喫した。
しかし、その後数多くの試合をこなしていき、2000年11月12日には後に3度世界挑戦するヘナロ・ガルシアと対戦し、2回KO負けを喫した。翌月の12月16日に後にWBA世界フライ級王者となるアキレス・グスマン（ベネズエラ）とWBAフェデラテンバンタム級王座決定戦を行い、7回10秒グスマンの負傷棄権によるTKO勝ちで初タイトルを獲得すると、2001年7月6日にヘラルド・エスピノサ（メキシコ）とWBAフェデセントロバンタム級王座決定戦を行い、4回TKO勝利で王座の獲得に成功。
2001年10月6日、元2階級王者のマーク・ジョンソン（アメリカ）と対戦し2-1(96-91、94-93、93-94)の僅差判定勝ち。ジョンソンのホールディングによる2点減点に救われる形になった。
2002年2月23日には前回対戦して僅差で勝利したマーク・ジョンソン（アメリカ）とリマッチを行い8回2分41秒TKOで勝利し、空位のUSBA全米バンタム級王座とIBF世界バンタム級王座の指名挑戦権を獲得した。
その後、1戦ノンタイトル戦を挟み、2003年2月15日にシーザーズ・パレス内コロシアム・アット・シーザーズ・パレスでIBF世界バンタム級王者ティム・オースティン（アメリカ）に挑戦し、判定では0-3(66-67、2者が65-68)とわずかな差でオースティンがリードしていた。8回マルケスが打ち合いに持ち込みペースを握ると左右のストレートから右ストレートでオースティンがロープからはみ出すダウンを奪った。最後は連打を浴びせてレフェリーが救出。大逆転で王座獲得に獲得した。
2003年10月4日、ステイプルズ・センターにて元2階級制覇王者マウリシオ・パストラナと対戦し、終始ライトフライ級、フライ級で強打者として鳴らしたパストラナをスピードとパワーで圧倒し3-0(2者が118-110、117-111)の大差判定勝ちを収め初防衛に成功した。
2004年1月31日、アリゾナ州フェニックスコメリカ・シアターにて、NABO北米バンタム級王者ピーター・フリッシーナと対戦し、タフなフリッシーナを圧倒し、2回2分TKO勝ちを収め2度目の防衛に成功した。
2004年7月31日、聖地MGMグランド初登場しエリベルト・ルイスと対戦した。技巧派で知られるルイスをパワーで崩し3回2分11秒KO勝ちを収め3度目の防衛に成功した。最後は右アッパーでルイスからダウンを奪い返すレフェリーがノーカウントで試合を止めた。
2004年11月27日、4か月振りのMGMグランドにて初防衛戦で対戦したマウリシオ・パストラナと再戦。前回とは違い前半はパストラナがペースを握ると前半の終わりにマルケスが反撃して逆転に成功。その後マルケスが徹底的にパストラナを打ちまくり8回3分ゴングが鳴ったのと同時にレフェリーがパストラナを救出しストップ。4度目の防衛に成功した。
2005年5月28日、ステイプルズ・センターにてリカルド・バルガスと対戦した。相手はタフで鳴らすほどの実力者で前回の世界挑戦では判定まで粘った実績があった。徹底的に打ち込むもバルガスがダウンを拒んで反撃するスリリングな展開になり、3-0(2者が116-111、118-109)の判定勝ちを収め5度目の防衛に成功した。
2005年11月5日、IBO世界バンタム級王者サイレンス・マブサを4回2分8秒TKO勝ちを収めIBF王座は6度目の防衛、IBO王座獲得に成功した。
2006年8月5日、サイレンス・マブサと再戦し9回終了時棄権でIBF王座の7度目、IBO王座の初防衛に成功した。
2007年3月3日、カリフォルニア州 ホーム・デポ・センター・テニスコートで、階級をスーパーバンタム級に上げて同じくメキシコのWBC世界スーパーバンタム級王者イスラエル・バスケスと対戦し、試合開始早々から壮絶な殴り合いを繰り広げ、ダウンを奪われたものの、両者共に顔面が腫れ上がってボロボロになり、ボクシング史に残る激闘となった。7回にバスケスが鼻を怪我と額の骨折で試合続行不可能となって2階級制覇に成功、リングマガジン王座獲得に成功した。
2007年8月4日に行われたイスラエル・バスケスとの再戦では、初対戦時をさらに上回る壮絶な大激闘を繰り広げた末に6回TKO負けで王座陥落。マルケス側は「レフェリーストップが早かった。まだ戦えた」と主張した。この試合は、2007年のリングマガジン ファイト・オブ・ザ・イヤーに選出された。
2008年3月1日、カリフォルニア州 ホーム・デポ・センター・テニスコートにてイスラエル・バスケスとラバーマッチで対戦し、またしても初回から壮絶な試合となり、両者共にダウンを喫するなど3度目の対戦もまた激闘となった。11ラウンド終了時点でポイントではマルケスがわずかにリードしていたが、最終回にダウンを奪い返され、1-2の僅差判定負け、王座奪回に失敗した。この試合は、2年連続でリングマガジン ファイト・オブ・ザ・イヤーに選出された。この試合を最後にイグナシオ・ベリスタインとのコンビを解消し、ダニエル・サラゴサを新たなトレーナーに招聘した。
2009年5月23日、母国メキシコ・モンテレイのモンテレー・アリーナにて休養明けの復帰戦でホセ・フランシスコ・メンドサ（コロンビア）に3回KO勝ち。
2010年5月22日、4度目の対戦となったイスラエル・バスケスとWBC世界スーパーバンタム級シルバー王座決定戦で対戦し、3回KO勝ちを収めイスラエルとの対戦成績は2勝2敗となった。バスケスはこの試合が現役最後の試合になった。
2010年11月6日、3階級制覇を狙ってWBO世界フェザー級王者ファン・マヌエル・ロペス（プエルトリコ）と対戦。約2年半ぶりの世界戦で3階級制覇に期待されたが、序盤から互角に打ち合っていたものの8R終了時に右肩の異常を訴えて棄権したため、王座獲得に失敗した。
2011年7月16日、西岡利晃挑戦のチューンアップ戦として同国人のエドゥアルド・ベセリルに6回TKO勝利で西岡戦に備えた。
2011年10月1日、MGMグランド内マーキー・ボール・ルームでWBC世界スーパーバンタム級王者西岡利晃に挑み0-3の判定で敗れ王座返り咲きに失敗した。
2012年5月5日元IBF世界フェザー級エリック・エイケン（アメリカ）と再起戦を行い、初回にダウンを奪うと最後は連打を浴びせてレフェリーストップを呼び込み再起に成功した。
同年10月27日、メキシコのメキシコシティで元WBA・WBC世界スーパーフライ級スーパー王者クリスチャン・ミハレス（メキシコ）と USNBCスーパーバンタム級王座決定戦で対戦。初回に偶然のバッティングでマルケスが減点されるもその後は勢いを取り戻してミハレスを攻めたてるが中盤右フックが叩き込まれるとマルケスがぐらつき最後はミハレスの連打を浴びてレフェリーストップとなる9回1分58秒TKO負けを喫し、の獲得に失敗した。
2013年9月7日、カリフォルニア州インディオにあるファンタジー・スプリングス・カジノにて、IBFでスーパーバンタム級元上位ランカー(5位)でNABF北米スーパーバンタム級王者だったエフレン・エスキビアスとフェザー級10回戦で対戦した。前回の敗戦で後がないマルケスは試合は3年振りにダニエル・サラゴサからイグナシオ・ベリスタインをセコンドに付けコンビが復活した。前評判は圧倒的にマルケスが圧倒的優位だった。序盤は打ち合いで優位に立ったが、徐々にエスキビアスが打ち合いでペースを盛り返した。打ち合いで消耗したマルケスは9回開始早々に右フックを受けると前のめりにダウンし起き上がるもふらつき最後はレフェリーストップで、ミハレス戦に続く連敗で再起に失敗した。逆にこの日最大のセットアップを起こしたエスキビアスは元WBA世界スーパーバンタム級王者リコ・ラモスと元IBF世界同級王者ジョナサン・ロメロ戦の連敗から大きな勝利を掴み、スーパーバンタム級での世界ランカー復帰が濃厚になった。マルケスは試合後眼孔を骨折していたことが判明。病院での検査の結果重傷であることが判明し、トレーナーのベリスタインを始めとしたマルケスチームの勧めで現役を引退した。なおこの試合からオスカー・デ・ラ・ホーヤのゴールデンボーイプロモーションズと契約しており数試合残しての引退だった。

## 戦績
- アマチュアボクシング：21戦21勝無敗
- プロボクシング：49戦41勝(37KO)8敗

## 人物・エピソード
- 兄ファン・マヌエルと同様に人気と実力を兼ね備えたボクサーでありながら、兄弟揃って不遇な扱いを受けているため、それに見合ったファイトマネーを稼げていない（詳細はファン・マヌエル・マルケスの項を参照）。
- 多くのマスコミから「そのような不遇の原因はマルケス兄弟のマネージャーを務めているナチョ・ベリスタインにある」と何度も批判されているが、マルケス兄弟は「ベリスタインは私達のファミリーの一人だ」と言ってはばからず、ベリスタインとの契約も続けており、彼らの絆の深さと人柄の良さが現れている。
- 兄弟の試合を見ることに関して、兄ファン・マヌエルは「大事な弟の身体が打たれていて怪我だってするかもしれないと考えたら、怖くて心臓に悪いから出来るだけ見たくない」と答えているのに対して、弟のラファエルは「兄の試合はエキサイティングだから見ていて楽しいし、いつでも勝ってほしいと願っている」と答えている。

## 獲得タイトル
- WBAフェデラテンバンタム級王座
- WBAフェデセントロバンタム級王座
- USBA全米バンタム級王座
- IBF世界バンタム級王座（防衛7=返上）
- IBO世界バンタム級王座
- WBC世界スーパーバンタム級王座（防衛0）
- WBC世界スーパーバンタム級シルバー王座
- リングマガジン世界スーパーバンタム級王座